# Последний уик-энд
«После́дний уи́к-энд» — российский драматический триллер режиссёра и сценариста Павла Санаева. Премьера состоялась 25 июня 2005 года в рамках Российской программы XXVII Московского международного кинофестиваля.

## Сюжет
Слоган фильма: «Даже простая шутка может сделать любой уик-энд последним».
Сюжет повествует о том, как бывший лидер криминальной группировки по кличке «Бешеный», а ныне директор охранной фирмы решает, что его младшему брату Михаилу не помешает зарубежное образование: он решает отправить юношу на обучение в США, а вместе с ним за компанию и его лучшего друга — Кирилла. Однако история приобретает совершенно другой поворот, когда Михаил случайно погибает на прощальной вечеринке, и присутствовавшие на ней ребята решают избавиться от тела погибшего товарища.

## В ролях
- Иван Стебунов — Кирилл
- Татьяна Арнтгольц — Катя
- Илья Соколовский — Глеб
- Артём Семакин — Мишка
- Ритис Скрипка — Антон
- Гоша Куценко — Бешеный
- Константин Исаев — инспектор ГАИ

## Награды
Премия "Ника" 2005